# هانیبال (مجموعه تلویزیونی)
هانیبال (به انگلیسی: Hannibal) یک مجموعهٔ تلویزیونی آمریکایی است که در ژانر وحشت و دلهره‌آور روان‌شناختی و در سه فصل ساخته شد. این سریال توسط شبکه ان‌بی‌سی پخش شده است.
سریال هانیبال بر اساس المان و شخصیت‌های رمان‌های نوشته شده توسط توماس هریس با نام‌های اژدهای سرخ (۱۹۸۱)، هانیبال (۱۹۹۹)، و هانیبال برمی‌خیزد (۲۰۰۶) توسعه داده شده و بر روابط بین ویل گراهام (هیو دنسی) که یک مامور اف‌‌بی‌آی است، با دکتر هانیبال لکتر (مس میکلسن) می‌پردازد.

## خلاصه داستان
داستان این سریال درباره‌ی مأمور اف‌بی‌ای به نام ویل گراهام است که روش خاصی در گرفتن قاتلین دارد. به این شکل که با تمرکزی که دارد خود را جای قاتل قرار داده و به جای قاتل نیز فکر می‌کند. وی بعد از مدتی با یک روانپزشک کار بلد به نام هانیبال لکتر آشنا می شود و از آن پس آن دو با هم بر روی پرونده‌های مختلف قتل کار می‌کنند و موفق می شوند چند قاتل را گیر بیندازند.

## فصل‌ها
هر فصل از این سریال مانند بیشتر سریال‌های آمریکایی هر کدام ۱۳ قسمت دارد. اولین قسمت‌های هر فصل سریال به ترتیب در تاریخ‌های ۴ آوریل ۲۰۱۳، ۹ می ۲۰۱۴ و ۴ ژوئن ۲۰۱۵ در ان‌بی‌سی به نمایش درآمد. در ۲۲ ژوئن ۲۰۱۵، ان بی سی هانیبال ادی باینجان به دلیل رتبهٔ پائین بعد از سه فصل کنسل کرد. (این سریال برای 7 فصل برنامه ریزی شده بود) آخرین قسمت سریال در تاریخ ۲۷ اوت ۲۰۱۵ در شبکهٔ City و دو روز بعد در شبکهٔ ان بی سی پخش شد.
قسمت‌های مجموعهٔ هانیبال تحسین منتقدین را به دنبال داشت. هر دو فصل سریال برندهٔ جایزه ساترن در بخش بهترین برنامهٔ شبکهٔ تلویزیونی و بهترین بازیگر نقش اول مرد توسط مدس میکلسن در فصل اول و هیو دنسی در فصل دوم شد. همچنین لارنس فیشبرن برندهٔ جایزهٔ نقش مکمل مرد در فصل دوم سریال گردید.